# (35133) 1992 QX
1992 QX (asteroide 35133) é um asteroide da cintura principal. Possui uma excentricidade de 0.23859250 e uma inclinação de 10.52327º.
Este asteroide foi descoberto no dia 29 de agosto de 1992 por Eleanor F. Helin em Palomar.